# Vampire on Titus
| Recensione     | Giudizio |
| -------------- | -------- |
| Piero Scaruffi | [ 1 ]    |
| All Music      | [ 2 ]    |

Vampire on Titus è il sesto album in studio del gruppo musicale statunitense Guided by Voices, pubblicato nel 1993 negli Stati Uniti d'America dalla Scat.

## Storia
L'album venne registrato poco dopo lo scioglimento della band che era seguito alla pubblicazione dell'album precedente, Propeller, del 1992, ma prima del nuovo corso del gruppo che portò alla pubblicazione dell'album Bee Thousand; il gruppo era formato in questa occasione oltre che da Robert Pollard dal fratello Jim Pollard e da Tobin Sprout.
Il titolo deriva da una affermazione di Jim Shepard che aveva definito Pollard come "un vampiro su Titus che succhia canzoni dalla Terra" (Pollard viveva in una strada chiamata Titus Ave. a Dayton in Ohio).
Venne pubblicato nel 1993 negli Stati Uniti d'America dalla Scat e poi nel Regno Unito dalla Matador Records nel 1994 e ristampato dalla Scat negli USA nel 1996.

## Copertina
L'immagine di copertina è tratta dal Libro delle meraviglie del mondo di John Mandeville.

## Tracce
1. Wished I Was a Giant – 2:43 (Robert Pollard)
2. #2 in the Model Home Series – 1:45 (Robert Pollard e Tobin Sprout)
3. Expecting Brainchild – 2:30 (Robert Pollard e Jim Pollard)
4. Superior Sector Janitor X – 0:37 (Robert Pollard, Tobin Sprout e Jim Pollard)
5. Donkey School – 1:03 (Tobin Sprou)
6. Dusted – 2:08 (Robert Pollard)
7. Marchers in Orange – 1:24 (Robert Pollard e Jim Pollard)
8. Sot – 2:35 (Robert Pollard e Tobin Sprout)
9. World of Fun – 0:55 (Robert Pollard)
10. Jar of Cardinals – 1:22 (Robert Pollard)
11. Unstable Journey – 2:15 (Robert Pollard)
12. E-5 – 1:29 (Robert Pollard, Tobin Sprout e Jim Pollard)
13. Cool Off Kid Kilowatt – 0:56 (Robert Pollard, Tobin Sprout e Jim Pollard)
14. Gleemer (The Deeds of Fertile Jim) – 2:24 (Tobin Sprout)
15. Wondering Boy Poet – 0:59 (Robert Pollard e Tobin Sprout)
16. What About It? – 1:37 (Robert Pollard)
17. Perhaps Now the Vultures – 2:23 (Robert Pollard)
18. Non-Absorbing – 1:37 (Robert Pollard)

## Musicisti
- Robert Pollard - voce, chitarra, batteria
- Tobin Sprout - chitarra, basso, voce
- Jim Pollard - chitarra